# Oldhall Green
Oldhall Green – osada w Anglii, w hrabstwie Suffolk, w dystrykcie Babergh. Leży 30 km na północny zachód od miasta Ipswich i 96 km na północny wschód od Londynu.